# 麥道斯 (愛丁堡)

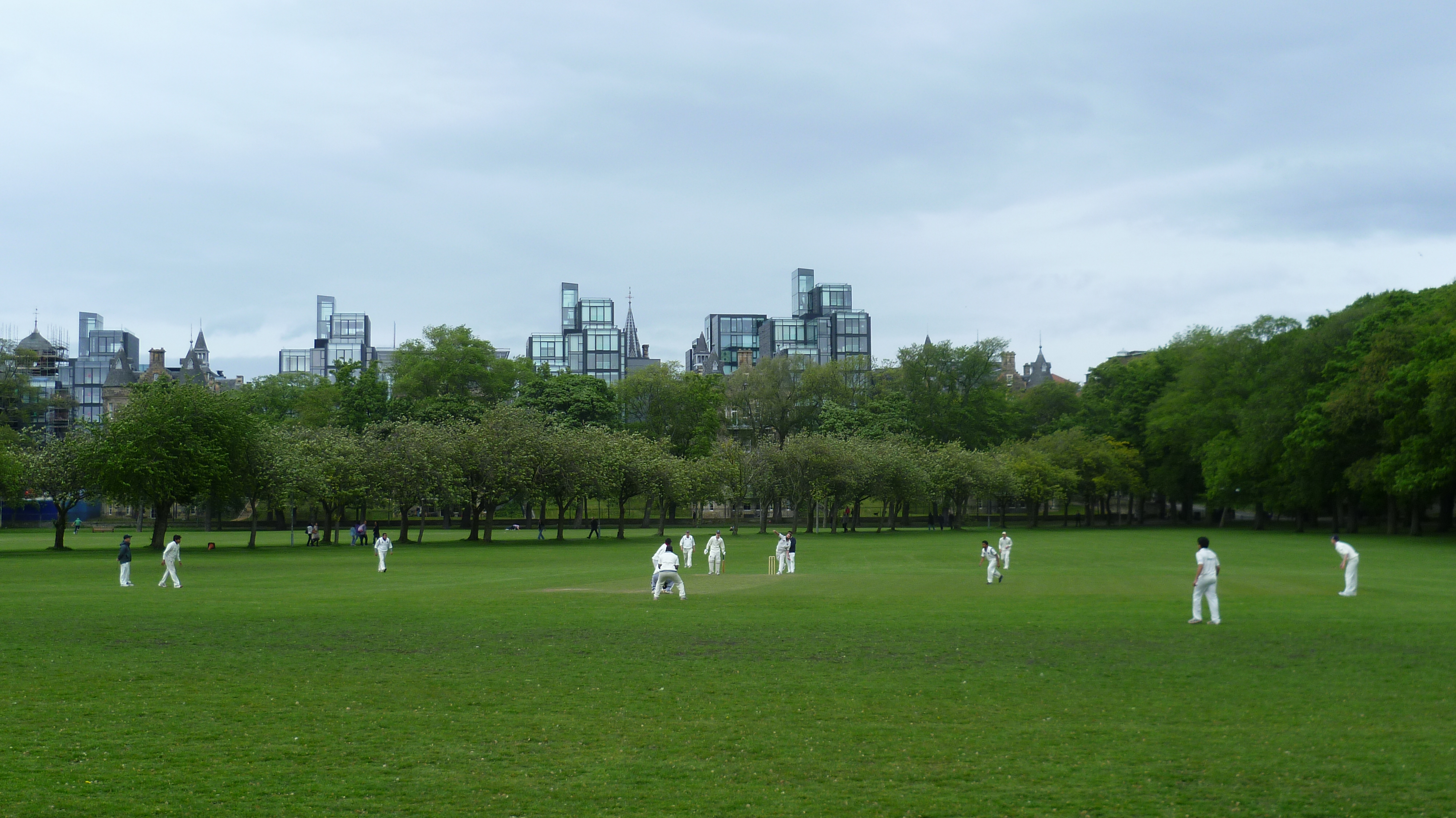
在麥道斯打板球的人

麥道斯（英語：The Meadows）是蘇格蘭愛丁堡的一個大型公園，位於愛丁堡市中心南側。
麥道斯的大部分地區是草坪，上有林蔭小路，並設有兒童遊樂場、一個英式槌球俱樂部、多個網球場和體育運動場地。麥道斯和愛丁堡大學的喬治廣場校區相鄰。麥道斯北側是科特邁爾，南側是馬克蒙特。西南側是免費公共高爾夫球場布倫茨菲爾德林克斯。

## 歷史

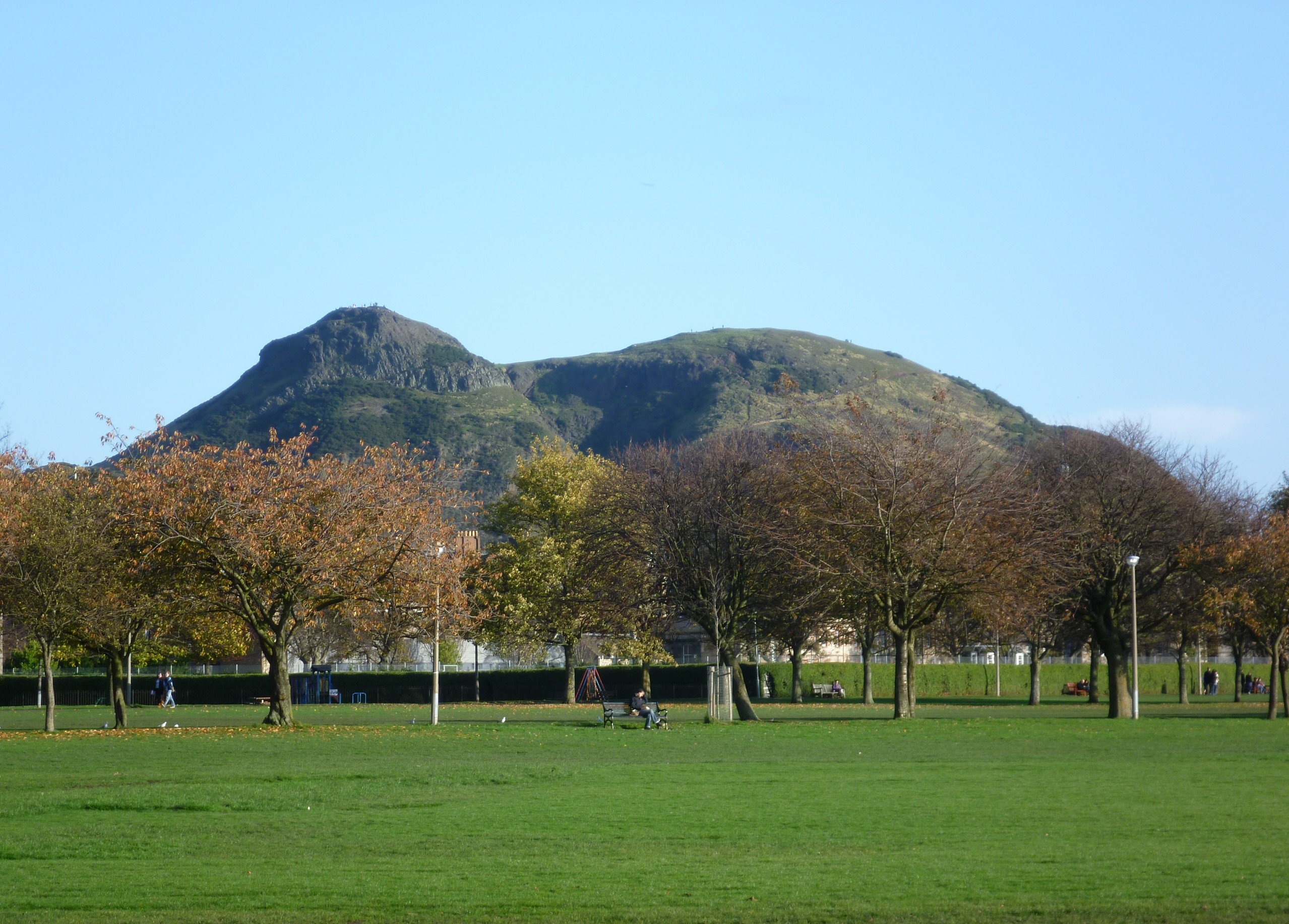
自麥道斯望亞瑟王座

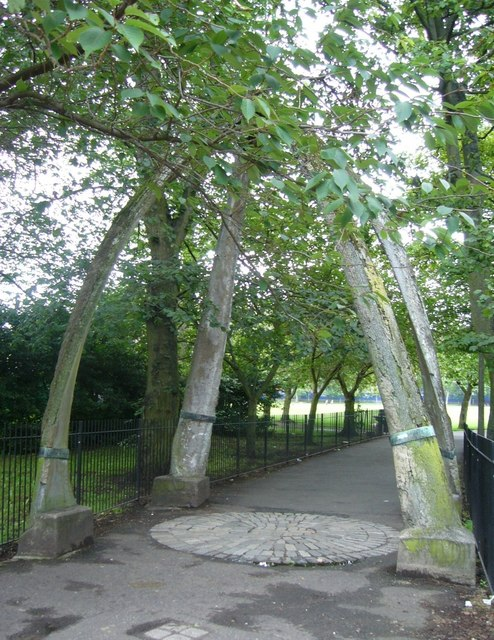
修復之前的下頜骨拱門

麥道斯在歷史上是共有土地，雖然現在由市議會管理，但理論上屬於社區本身。至少在1920年之前，麥道斯都是使用不受限制的公共牧場。但隨著這一需求的消失，其才變為公園。
麥道斯最初包括一個湖泊，名為堡湖（burgh loch），後更名為南湖（South Loch）。這一湖泊總面積有63英畝（250,000平方），在1621年之前是愛丁堡主要的飲用水來源。17世紀中期之後，當地官員開始排走部分湖水。1722年，農業改良者和政治家托馬斯·霍普下令擴大排水規模，令這一沼澤地成為公園，並修建了小路、水渠和度假別墅。中央的林蔭小徑被稱為中麥道步道。長期以來，地圖將這一地區標註為「麥道斯」或「霍普公園」（Hope Park）。
雖然麥道斯是一個放牧地，並且註明的愛丁堡市民亦在那裡散步，但直到19世紀中期修建新的道路之前，民眾都沒有完全自由進入公園的權利。市議會不允許在該地建築，但1886年國際工業、科學和藝術展是一個例外，當時獲允許在麥道斯修建臨時的大型玻璃展館。麥道斯有一座由鯨魚下頜骨修建的拱門。但這座拱門因年久失修而在2014年被拆除以進行修復。

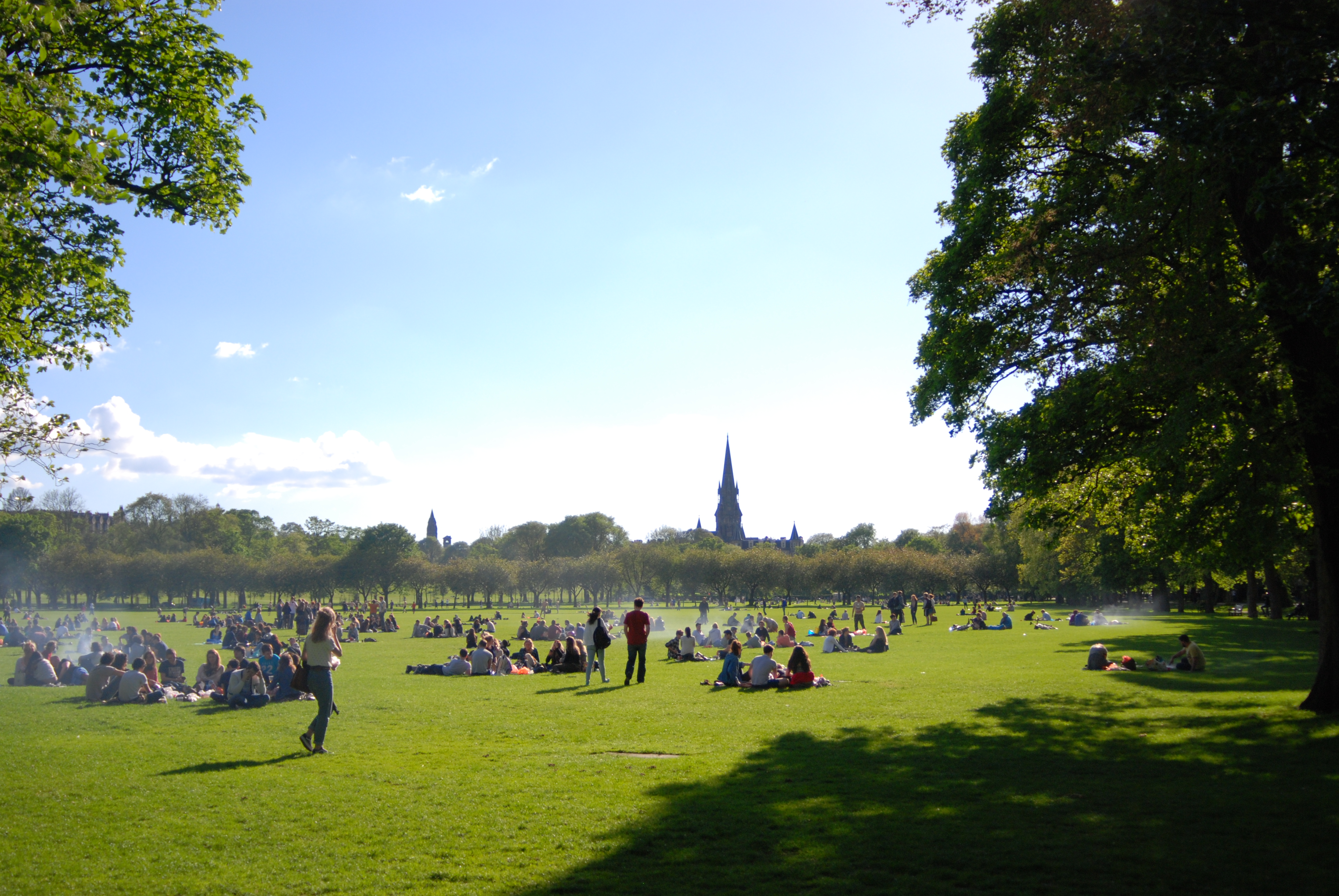
麥道斯夏季的人群

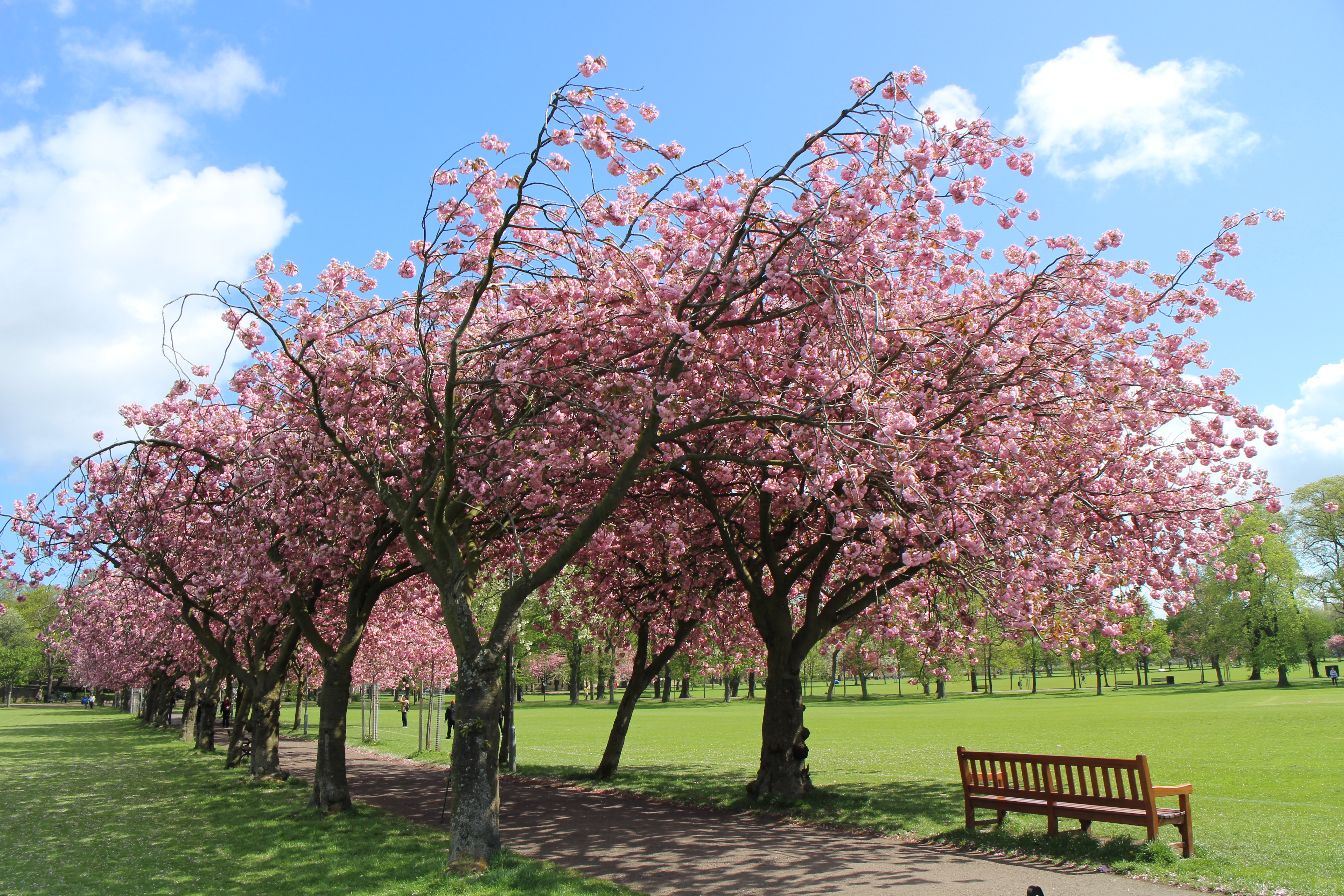
麥道斯的櫻花

1870年代，麥道斯成為愛丁堡早期足球發展的重要場地。在眾多使用麥道斯作為場地的新興球隊中，哈茨足球俱樂部和希伯尼安足球俱乐部後來成為最能代表愛丁堡的球隊。第一場兩隊之間的愛丁堡德比舉辦於1875年12月25日。
第二次世界大戰期間，作為提高食品自給率計劃的一部分，麥道斯東側曾有超過500個社區農圃。1950年，許多當地居民希望這些區域恢復為草地。但直到1966年，最後的菜地才被移除。 
1960年代後期，曾有計劃修建天橋越過麥道斯上方，作主幹道，但被否決。

## 活動
麥道斯在夏季舉辦眾多體育賽事。每年三月，將近1,000名跑者參加麥道斯馬拉松。這是一個慈善半馬拉松活動，自2013年開始亦包括全馬拉松。1975年至2005年，這裡在每年六月第一個週末舉辦麥道斯節（Meadows Festival），並從2008年開始恢復舉辦。麥道斯也是愛丁堡國際藝穗節等節慶活動的舉辦場地，並且是慈善活動愛丁堡月球漫步的起點和終點。馬戲團亦經常在六月將麥道斯作為表演場地。2013年，在東側的兒童遊樂區設置了巨大的國際象棋棋盤。

## 外部連結
- Meadows Marathon （页面存档备份，存于） – Annual charity Half Marathon and 5 km fun run.
- Friends of The Meadows and Bruntsfield Links （页面存档备份，存于） (contains Java applet)

55°56′28″N 03°11′30″W / 55.94111°N 3.19167°W

### 圖片
- From Dave Henniker's Edinburgh site
- Flickr Group （页面存档备份，存于）